# Lillias Adie
Lilias Adie (c. 1640 – 1704)  fue una mujer escocesa que vivió en el pueblo costero de Torryburn, Fife (Escocia). Fue acusada de practicar la brujería y de fornicar con el diablo, pero murió en prisión antes de que se dictara sentencia. Su tumba intermareal es la única conocida en Escocia de una acusada de brujería (la mayoría de las ejecutadas fueron quemadas).

## Biografía
El nombre de Lilias Adie también aparece como Lilly, y su apellido también se registró como Addie y Eddie. En 1704, Adie fue encarcelada por el delito de practicar la brujería. Su historia se conserva en las actas de la sesión de Kirk de 1704.
Las enfermedades entre los residentes locales crearon un breve pero intenso periodo de caza de brujas en la zona de Fife. Una mujer llamada Jean Bizet había acusado a Adie de brujería, proclamando «cuidado, no sea que Lilias Adie venga sobre ti y tu hijo. Esto dio lugar a la detención de Adie, que probablemente tenía más de 60 años en ese momento.
Adie fue llevada ante el ministro local, el reverendo Allan Logan, para responder del delito de brujería. Durante más de un mes estuvo encarcelada y sometida a duros interrogatorios día tras día hasta que finalmente «confesó».

## 'Confesión'
La «confesión» de Adie explicaba cómo el diablo llevaba un sombrero cuando la visitó por primera vez, en un maizal al atardecer, la primera vez que se vieron. Bajo el interrogatorio del ministro, describió cómo el demonio se había acostado con ella carnalmente y le había hecho renunciar a su bautismo. Describió su aspecto físico como «piel fría y pálida y patas hendidas como las de una vaca.
Después de ese primer encuentro, el diablo se reunía con ella en su casa "como una sombra". Adie explicó que había asistido a otros encuentros y había retozado con el diablo con otras brujas. A pesar de los repetidos interrogatorios, Adie no quiso dar los nombres de esas otras brujas. Lilias Adie murió antes de que concluyera su investigación.

## Lugar de enterramiento

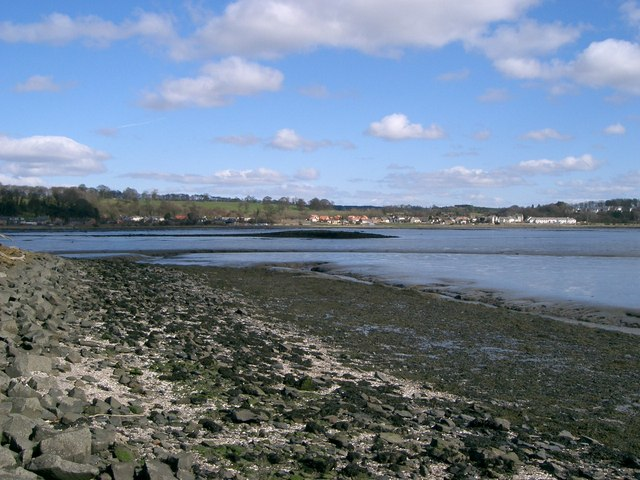
Bahía de Torryburn

En 2014, el interés por la historia de Adie animó a la historiadora y locutora de la BBC Dra. Louise Yeoman y a Douglas Speirs, arqueólogo del Consejo de Fife, a buscar su lugar de enterramiento. Utilizando documentos históricos del siglo XIX, encontraron una losa de piedra cubierta de algas exactamente  en el lugar descrito en los documentos: en un grupo de rocas cerca del puente del ferrocarril de Torryburn se encontraba "el gran umbral de piedra que yace sobre la tumba desvalijada de Lilly Eadie", y una roca con "los restos de un anillo de hierro".
Lilias Adie había sido enterrada en la playa de la bahía de Torryburn, en una "humilde" caja de madera, bajo esta losa de arenisca entre las marcas de marea alta y baja. La enorme piedra de media tonelada era indicativa de los temores de los lugareños a que el diablo pudiera reanimarla para "atormentar a los vivos".

## Restos desaparecidos
Sus restos fueron desenterrados en 1852 por ladrones de tumbas dedicados a la recolección de antigüedades. En aquel momento, se informó de que el ataúd medía 1,98 m  (6 pies y 6 pulgadas) de largo. Se descubrió que los huesos de sus sus fémures tenían una longitud comparable a los de un hombre de 6 pies (aproximadamente 1,8 m) de altura. El cráneo aún conservaba la mayoría de sus dientes, que estaban «blancos y frescos». El cráneo estaba en el museo privado del anticuario de Dunfermline, Joseph Neil Paton, en 1875. Fue expuesto en la Asociación Médica de Fifeshire en 1884 por un médico de Dunfermline llamado Dow. Finalmente se conservó en el Museo de la Universidad de St Andrews, pero ha desaparecido desde entonces. El cráneo fue exhibido en 1938 en la Exposición del Imperio en Bellahouston Park, Glasgow, su última ubicación conocida.
El ataúd de Adie también fue fuente de recuerdos: en 1927 se donó un bastón, al Pittencrieff House Museum de Dunfermline, que se cree que fue fabricado con la madera de su ataúd y con una banda de plata cerca del mango grabada con la inscripción "Lilias Addie, 1704"

## Reconstrucción digital de su rostro
En 1904, doscientos años después de su muerte, se tomaron fotografías de los restos de Adie que ahora se conservan en la Biblioteca Nacional de Escocia.
Utilizando estas fotografías, en 2017 el doctor Christopher Rynn y un equipo de artistas forenses del Centro de Anatomía e Identificación Humana (CAHID) de la Universidad de Dundee construyeron un modelo virtual en 3D y crearon una imagen digital de cómo podría haber sido el rostro de Adie.

## Legado
Louise Yeoman dijo de Lilias Adie: 

I think she was a very clever and inventive person. The point of the interrogation and its cruelties was to get names. Lilias said that she couldn't give the names of other women at the witches' gatherings as they were masked like gentlewomen. She only gave names which were already known and kept up coming up with good reasons for not identifying other women for this horrendous treatment – despite the fact it would probably mean there was no let-up for her. It's sad to think her neighbours expected some terrifying monster when she was actually an innocent person who'd suffered terribly. The only thing that's monstrous here is the miscarriage of justice.

Traducción: Creo que era una persona muy inteligente e inventiva. El objetivo del interrogatorio y sus crueldades era conseguir nombres. Lilias dijo que no podía dar los nombres de otras mujeres en las reuniones de brujas, ya que estaban enmascaradas como gentilhombres. Sólo dio nombres que ya se conocían y siguió inventando buenas razones para no identificar a otras mujeres para este trato horrendo - a pesar del hecho de que probablemente significaría que no habría tregua para ella. Es triste pensar que sus vecinos esperaban un monstruo aterrador, cuando en realidad era una persona inocente que había sufrido terriblemente. Lo único monstruoso aquí es el error judicial.

El Ayuntamiento de Fife ha lanzado una campaña para averiguar qué ocurrió con los restos de Adie y darles un entierro digno. Speirs declaró: "Es hora de alejar la narrativa de la figura de la bruja divertida al estilo de Halloween y reconocer los prejuicios históricos de género y el sufrimiento al que se vieron expuestas las mujeres en nombre de la caza de brujas". "Tras el lanzamiento de la campaña, se han recuperado bastones de madera construidos con las piezas del ataúd, uno de los cuales fue regalado a Andrew Carnegie. La concejala Julie Ford, que encabeza la campaña, dijo: 

It's important to recognise that Lilias Adie and the thousands of other men and women accused of witchcraft in early modern Scotland were not the evil people history has portrayed them to be. They were the innocent victims of unenlightened times. It's time we recognised the injustice served upon them. I hope by raising the profile of Lilias we can find her missing remains and give them the dignified rest they deserve.

Traducción: Es importante reconocer que Lilias Adie y los miles de hombres y mujeres acusados de brujería a principios de la Escocia moderna no eran las personas malvadas que la historia ha descrito. Eran víctimas inocentes de una época poco ilustrada. Ya es hora de que reconozcamos la injusticia que se cometió contra ellos. Espero que al elevar el perfil de Lilias podamos encontrar sus restos desaparecidos y darles el descanso digno que merecen.

El 31 de agosto de 2019, 315 años después de la muerte de Adie bajo custodia, se celebró un servicio conmemorativo en Torryburn y se depositó una corona de flores en el lugar de su tumba para concienciar sobre la persecución que sufrieron estas mujeres y hombres en Fife durante los miedos por brujería.
También se han propuesto planes para erigir un monumento permanente en Torryburn, dedicado a Lilias y a otras mujeres perseguidas en toda Escocia.